# 中国同盟会广东番花分会旧址
中国同盟会广东番花分会旧址，位于中国广东省广州市花都区新华街道三华村徐公祠。徐公祠为三进院落四合院式布局，祠后进有阁楼。1983年8月，被列入广州市文物保护单位。
1905年，中国同盟会成立，花县三华人徐维扬等回花县组织番花分会。1911年黄花岗起义，番花分会会员100多人参加，多人曾在徐公祠誓师。1920年，孙中山派同盟会元老张继到徐公祠，赠送“毁家纡难，功在党国”亲笔题词。目前，孙中山题词已无存，建筑尚完好。